# Bataille de Kunersdorf
 (août 2013).
Si vous disposez d'ouvrages ou d'articles de référence ou si vous connaissez des sites web de qualité traitant du thème abordé ici, merci de compléter l'article en donnant les références utiles à sa vérifiabilité et en les liant à la section « Notes et références ».
Guerre de Sept Ans
Batailles
- Minorque (navale) (1756)
- Pirna (1756)
- Lobositz (1756)
- Reichenberg (1757)
- Prague (1757)
- Kolin (1757)
- Hastenbeck (1757)
- Gross-Jägersdorf (1757)
- Moys (1757)
- Rochefort (1757)
- Rossbach (1757)
- Breslau (1757)
- Leuthen (1757)
- Carthagène (navale) (1758)
- Olomouc (1758)
- Saint-Malo (1758)
- Rheinberg (1758)
- Krefeld (1758)
- Domstadl (1758)
- Cherbourg (1758)
- Zorndorf (1758)
- Saint-Cast (1758)
- Tornow (1758)
- Lutzelberg (1758)
- Hochkirch (1758)
- Bergen (1759)
- Kay (1759)
- Minden (1759)
- Kunersdorf (1759)
- Neuwarp (navale) (1759)
- Hoyerswerda (1759)
- Baie de Quiberon (navale) (1759)
- Maxen (1759)
- Meissen (1759)
- Glatz (1760)
- Landshut (1760)
- Corbach (1760)
- Emsdorf (1760)
- Dresde (1760)
- Warburg (1760)
- Liegnitz (1760)
- Rhadern (1760)
- Berlin (1760)
- Kloster Kampen (1760)
- Torgau (1760)
- Belle-Île (1761)
- Langensalza (1761)
- Cassel (1761)
- Grünberg (1761)
- Villinghausen (1761)
- Ölper (1761)
- Kolberg (1761)
- Wilhelmsthal (1762)
- Burkersdorf (1762)
- Lutterberg (1762)
- Reichenbach (1762)
- Almeida (1762)
- Valencia de Alcántara (1762)
- Nauheim (1762)
- Vila Velha de Ródão (1762)
- Cassel (1762)
- Freiberg (1762)

- Jumonville Glen (1754)
- Fort Necessity (1754)
- Fort Beauséjour (1755)
- 8 juin 1755
- Monongahela (1755)
- Petitcoudiac (1755)
- Lac George (1755)
- Fort Bull (1756)
- Fort Oswego (1756)
- Kittanning (1756)
- En raquettes (1757)
- Pointe du Jour du Sabbat (1757)
- Fort William Henry (1757)
- German Flatts (1757)
- Lac Saint-Sacrement (1758)
- Louisbourg (1758)
- Le Cran (1758)
- Fort Carillon (1758)
- Fort Frontenac (1758)
- Fort Duquesne (1758)
- Fort Ligonier (1758)
- Québec (1759)
- Fort Niagara (1759)
- Beauport (1759)
- Plaines d'Abraham (1759)
- Sainte-Foy (1760)
- Neuville (1760)
- Ristigouche (navale) (1760)
- Mille-Îles (1760)
- Signal Hill (1762)

- Cap-Français (1757)
- Martinique (1759)
- Guadeloupe (1759)
- Dominique (1761)
- Martinique (1762)
- Cuba (1762)

- Chandernagor (1757)
- Plassey (1757)
- Gondelour (1758)
- Négapatam (navale) (1758)
- Condore (1758)
- Madras (1758)
- Pondichéry (navale) (1759)
- Masulipatam (1759)
- Chinsurah (1758)
- Wandiwash (1760)
- Pondichéry (1760-1761)
- Manille (1762)

- Saint-Louis (1758)
- Gorée (1758)
- Gambie

La bataille de Kunersdorf, qui a lieu le 12 août 1759, pendant la guerre de Sept Ans, oppose l'armée prussienne, commandée par Frédéric II, aux armées russe et autrichienne. C'est une des pires défaites subies par la Prusse durant cette guerre.
Le nom de la bataille se réfère à un village alors situé dans la marche de Brandebourg, aujourd'hui Kunowice, en Pologne, à environ 80 km à l'est de Berlin.

## Contexte
Pendant l'été 1759, l'armée russe, commandée par le maréchal Piotr Saltykov, traverse la Pologne pour venir à la rencontre de ses alliés autrichiens. Elle bat un contingent prussien à Kay le 23 juillet, puis fait sa jonction avec un contingent autrichien commandé par Ernst Gideon von Laudon, accompagné d'un envoyé militaire français, le marquis de Montalembert, à Kunersdorf, à l'est de Francfort-sur-l'Oder.
C'est la première fois que la coalition franco-austro-russe est en mesure de coordonner ses opérations contre Frédéric II. Les forces russes et autrichiennes, au total 65 000 hommes, sont nettement supérieures aux forces prussiennes.
Frédéric, qui a déjà personnellement affronté les Russes à Zorndorf (25 août 1758), se déclare résolu à les écraser « pour leur faire perdre l'envie de mettre à l'avenir le pied dans son pays et de le ravager. »

## La bataille

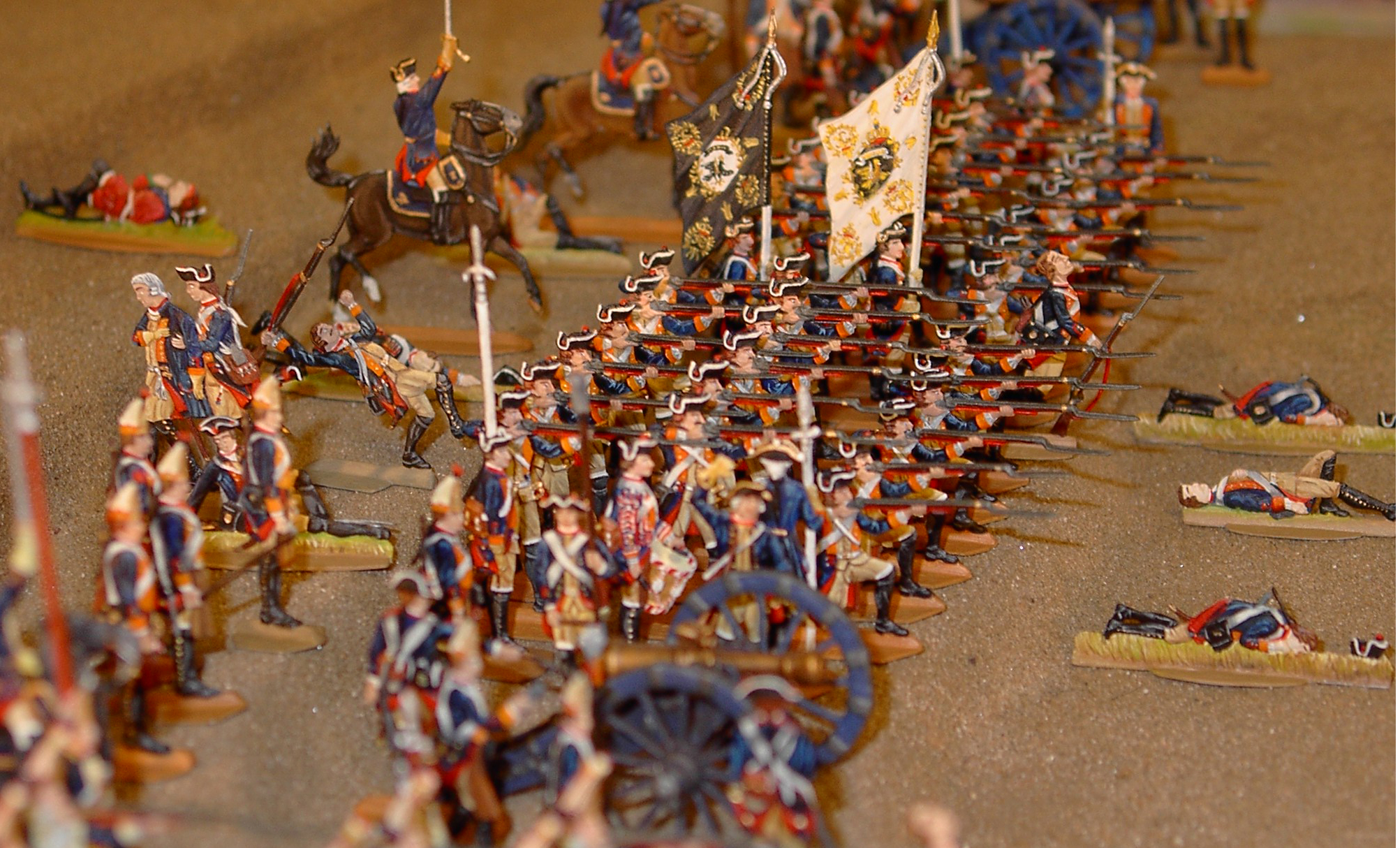
La bataille de Kunersdorf en plats d'étain.

La bataille dure toute la journée avec des pertes considérables de part et d'autre.
Un mouvement tournant des Prussiens échoue et leur attaque n'atteint que la plus petite partie des lignes adverses.
Au cours de cette bataille, Frédéric II n'échappe à la capture que grâce au commandant d'escadron Joachim Bernhard von Prittwitz. Découragé par la perte ou la fuite de ses meilleurs soldats, le roi se serait écrié : « N'y aurait-il pas un maudit boulet qui puisse m'atteindre ? » . Il perd 20 000 à 25 000 hommes (40 % de son armée) dont 6 271 tués. Cependant, beaucoup de ses hommes dispersés après la bataille, rallieront l'armée par la suite.

## Suites
Cette victoire ouvre aux alliés la route de Berlin, d'autant plus que l'armée principale autrichienne commandée par le maréchal von Daun est en train de repousser les Prussiens de l'électorat de Saxe, conquis par Frédéric en 1756. Celui-ci, ne croyant plus possible de résister en Saxe, ordonne au commandant de la garnison de Dresde de se préparer à évacuer la ville avec son trésor de guerre, ce qui a lieu le 5 septembre 1759 après un court siège.
Dans une lettre du 1er septembre 1759 à son frère Henri, Frédéric qualifie de « miracle » l'inaction de ses adversaires dans la région de Berlin. Il échappe au pire grâce à la mésentente des coalisés : Saltykov est mécontent de la prudence de von Daun qui, après la défaite d'un de ses contingents à Hoyerswerda (25 septembre), se replie à Dresde au lieu de rejoindre les Russes sur l'Oder.
Il y a aussi des problèmes de ravitaillement : les Autrichiens ne sont pas en mesure de tenir leur promesse de ravitailler leurs alliés russes dans un pays ravagé, aussi l'armée russe souffre bientôt de la disette.
Les Autrichiens conservent tout de même Dresde que Frédéric II tentera vainement de reprendre l'année suivante (siège de Dresde, juillet 1760).

## Filmographie
- Le Grand Roi de Veit Harlan (1942)